# Claude François de Malet

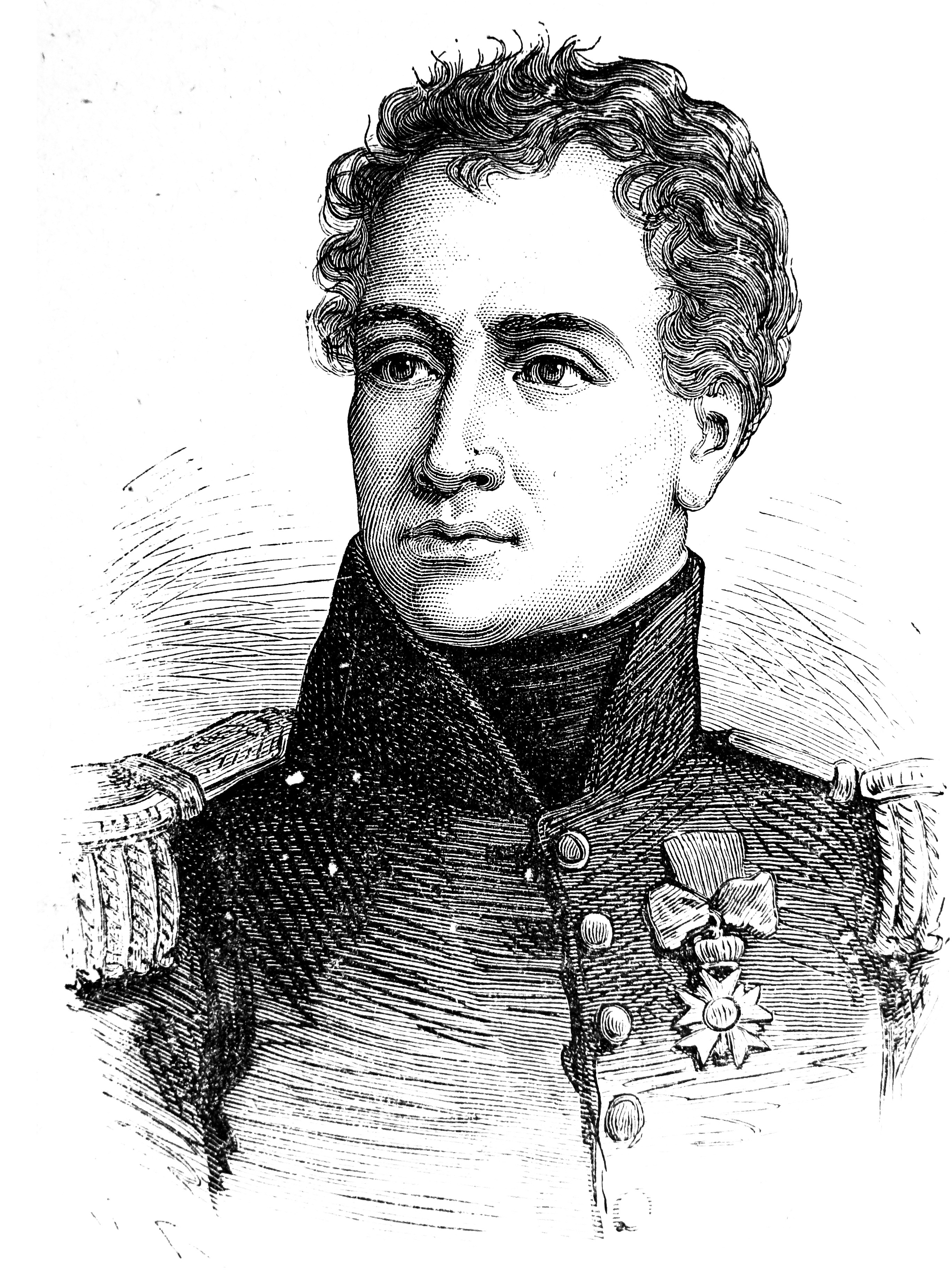
Claude François de Malet

Claude François de Malet (* 28. Juni 1754 in Dole, Franche-Comté; † 29. Oktober 1812 in Paris) war ein französischer Général de brigade. 

## Herkunft und Familie
Malet war der Sohn von Jean de Malet, einem Hauptmann (Capitaine) im Kavallerieregiment Beauvilliers (Régiment de Beauvilliers cavalerie) und dessen Frau Grabrielle, geborene Febvre. Er hatte eine Schwester, Marie-Françoise (* 1749); sein jüngerer Bruder, der Offizier Claude Joseph de Malet (1759–1833), kämpfte auf der Seite der Royalisten und stand bis 1824 im Dienste König Ludwig XVIII.
Claude François de Malet war mit Denise, geborene de Balay, verheiratet. Der gemeinsame Sohn war Hauptmann Aristide de Malet (* 1798).

## Werdegang

### Militärische Laufbahn
Malet trat 1771 im Alter von 16 Jahren in die 1. Kompanie der königlichen Musketiere ein, bei deren Auflösung 1775 er den Rang eines Leutnants bekleidete. Früh geprägt durch die Werke  Jean-Jacques Rousseaus, begeisterte er sich nach seiner Rückkehr in seine Heimatstadt trotz des Widerstandes seiner Familie für die Ideen der Französischen Revolution. 1790 wurde er zum Kommandeur der Nationalgarde der Stadt Dole gewählt, die ihn im selben Jahr zum Föderationsfest nach Paris entsandte.
Seine militärische Laufbahn setzte er im August 1791 als Aide-de-camp des Prinzen Karl von Hessen-Rheinfels fort, der sich Frankreich angeschlossen hatte. Ab Dezember desselben Jahres wurde er in der Armée du Rhin Claude-Victor de Broglie und danach Alexandre de Beauharnais zugeteilt. 1792 zum Capitaine im 50. Infanterieregiment  befördert, erfolgte im Mai 1793 seine vorläufige Ernennung zum Adjudant-général und Bataillonskommandeur der Armée du Rhin. Im September 1793 zeichnete er sich in den Gefechten bei Nothweiler aus. Ende desselben Monats wurde er gemäß einem Dekret des Wohlfahrtsausschusses – wie alle ehemaligen Offiziere König Ludwigs XVI. – aus der Armee entlassen, allerdings wenige Monate später wieder eingesetzt. Nach seiner Ernennung zum Adjudant-général Chef de brigade im April 1796 diente er in der Rhein-Mosel-Armee. Ab 1797 war er Stabschef der 6. Division und wechselte im Februar 1799 zur 7. Division. Im Juli 1799 wurde er  Brigadegeneral in der Armée des Alpes unter General Championnet, nach dessen Tod folgten im Jahr 1800 Stationen in der Division Morlot unter General Brune (Armée des Grisons/Graubündner Armee) sowie 1801 in der Schweiz und in der 9. Division militaire. Die darauffolgenden Jahre war er Kommandant im Département Gironde (ab September 1801), im  Département Charante (ab April 1802) und im Département Vendée (ab Juni 1804). 
Im Januar 1805 – zu Beginn des Kaiserreichs – wurde Malet zum Kommandeur der Ehrenlegion ernannt. Seine weitere Laufbahn führte ihn ab 1805 nach Italien, wo er zunächst als Kommandant der 3. Brigade der 5. Division unter General Seras (ab September 1805), dann in der Armee von Neapel (1806) diente.  Anschließend wurde er Gouverneur in Pavia, danach in Rom. Dort in Veruntreuungen verwickelt, wurde er 1807 letztendlich wegen republikanischer Gesinnung und Propaganda suspendiert und im Pariser Gefängnis La Force inhaftiert. Nach seiner Entlassung aus der Haft Ende Mai 1808 unterzeichnete Napoleon Malets Versetzung in den Ruhestand.

### Verschwörung 1808 und Inhaftierung
Malet ließ sich in Paris nieder und pflegte rege Kontakte zu Regimegegnern. Bereits zur Zeit des Konsulats hatte er bei der Volksabstimmung im Jahr 1802 gegen Napoleons Ernennung zum Konsul auf Lebenszeit gestimmt; ebenso war er ein Gegner des Empire. Während Napoleons Aufenthalt in Bayonne 1808 wurden Pläne einer Verschwörung aufgedeckt, in deren Rahmen Malet als Mitglied einer geplanten neuen Regierung vorgesehen war. Malet wurde verhaftet und blieb, obwohl Polizeiminister Joseph Fouché versuchte, die Affaire herunterzuspielen, in Haft – zunächst im Gefängnis La Force, später im Gefängnis Sainte-Pélagie. Nach erfolglosen Entlassungsgesuchen, bat er im August 1809 unter Berufung auf seinen schlechten Gesundheitszustand um eine Verlegung in die Heilanstalt (Maison du santé du Docteur Dubuission) in der Rue du Faubourg Saint-Antoine, wohin er im Januar 1810 überführt wurde.

### Verschwörung 1812 und Hinrichtung
Während des Russlandfeldzugs 1812 beschloss Malet, seinen lange gehegten Plan des Umsturzes in die Tat umzusetzen. In der Nacht vom 22. auf den 23. Oktober 1812 floh er gemeinsam mit dem Abbé Jean-Baptiste Lafon aus der Haft in der Heilanstalt und versuchte die Soldaten in den umliegenden Kasernen aufzuwiegeln. Dazu hatte er entsprechende Dokumente gefälscht, die den Tod des Kaisers und die Errichtung einer provisorischen Regierung belegen sollten. Zunächst gelang es ihm, den Kommandanten der Garde municipale de Paris zu täuschen und dessen Soldaten unter seine Befehlsgewalt zu bringen. Mit dieser Unterstützung ließ er mehrere hohe Beamte, darunter den Polizeipräfekten von Paris, festsetzen und befreite die ebenfalls republikanisch gesinnten Generäle Victor de Lahorie und Emmanuel Guidal aus dem Gefängnis; beide schlossen sich ihm an. Beim Versuch, die Militärkommandantur von Paris zu übernehmen, wurde der dortige diensthabende Offizier Colonel Jean Doucet misstrauisch, da er Kenntnis von Briefen Napoleons hatte, die nach dessen mutmaßlichem Todesdatum, dem 7. Oktober 1812, geschrieben worden waren. Er bat Malet zu einer persönlichen Besprechung, überwältigte ihn dann und setzte ihn gefangen.
Bereits am nächsten Tag wurde Malet mit seinen Mitverschwörern vor ein Kriegsgericht gestellt, zum Tode verurteilt und am 29. Oktober 1812 erschossen.